# كرونة يوغوسلافية
الكرونة اليوغوسلافية (بالكرواتية-الصربية: крyна / kruna؛ بالسلوفينية: krona) كانت عملة مؤقتة قصيرة الأجل استُخدمت في البداية في أراضي مملكة الصرب والكروات والسلوفينيين (KSCS، والتي أصبحت لاحقًا تُعرف بيوغوسلافيا)، التي كانت جزءًا من الإمبراطورية النمساوية المجرية سابقًا.
بدأ إصدار العملة في عام 1919 على شكل أوراق نقدية من الكرونة النمساوية-المجرية مع ختم مطاطي أو علامة مضافة. وفي عام 1920، لإتاحة تبادل أوراق الكرونة النمساوية-المجرية والدينار الصربي بالأوراق النقدية الجديدة للدينار اليوغوسلافي، أُصدِرَت أوراق نقدية مؤقتة مزدوجة (دينار-كرونة) تحمل قيمة الكرونة مطبوعة عليها. تداولت هذه الأوراق النقدية في جميع أنحاء البلاد.
بحلول 1 يناير 1923، سُحِبَت الأوراق النقدية المؤقتة من التداول واستُبدلت بأوراق نقدية مقومة بالدينار فقط. ووفقًا لسعر الصرف الرسمي، تراوحت قيمة الكرونة اليوغوسلافي بين نصف دينار صربي عند تقديمه وربع دينار صربي أو دينار يوغوسلافي عند سحبه من التداول.
اُتُّخِذَ قرار إصدار أوراق الكرونة النمساوية المجرية في أراضي مملكة الصرب، والكروات، والسلوفينيين بهدف فصل المملكة ماليًا عن الدول الأخرى التي خلفت النمسا والمجر وحماية سوق المملكة من الضغوط التضخمية الناجمة عن طباعة أوراق الكرونة في الخارج. خُتِمَت أوراق الكرونة النمساوية المجرية في عام 1919 لتمييزها عن أوراق الكرونة النمساوية المجرية الأخرى المتداولة في الأراضي النمساوية المجرية السابقة الأخرى. كما وُضِعَت علامات على الأوراق النقدية المختومة باستخدام طوابع لاصقة في وقت لاحق. احتجزت حكومة المملكة عشرين بالمائة من الأوراق المالية المقدمة للوسم كقرض إلزامي للدولة.
وفي نهاية المطاف، حُدِّدَ سعر صرف الكرونة مقابل الدينار عند أربعة كرونات مقابل دينار واحد. وفي الوقت نفسه، كان الدينار الصربي يُتبادل على أساس القيمة الاسمية. وظلت الآراء بشأن هذا المعدل متضاربة في مملكة الصرب، والكروات والسلوفينيين والولايات التي خلفتها. وتقول المصادر الصربية إن التبادل لم يسبب أي آثار سلبية، في حين يصور المؤرخون الكرواتيون والرأي العام سعر الصرف على أنه غير عادل ويحرم المناطق غير الصربية في المملكة من الثروة.

## الخلفية
في الأيام الأخيرة من الحرب العالمية الأولى، تفككت النمسا والمجر وتنظمت أراضيها السابقة التي كان يسكنها في الغالب السلاف الجنوبيون في دولة قصيرة العمر من السلوفينيين والكروات والصرب. في الأول من ديسمبر 1918، أصبحت هذه الدولة الجديدة جزءًا من مملكة الصرب والكروات والسلوفينيين من خلال اتحادها مع مملكة صربيا التي أعلنها الأمير ألكسندر الأول على صربيا، والذي تولى سلطات كبيرة. ثم عيَّن ألكسندر أول رئيس وزراء للبلاد؛ كما سمح لوزير الحكومة ألبرت كرامر [الإنجليزية] بإعداد قائمة أعضاء التمثيل الوطني المؤقت [الإنجليزية]، الهيئة التشريعية المؤقتة للدولة الجديدة، دون أي مدخلات من الأحزاب السياسية ذات الصلة.  في وقت تأسيس المملكة، كانت هناك عدة عملات متداولة في أراضيها؛ كان الدينار الصربي متداولاً في مملكة صربيا السابقة، وفي بعض مناطق بانات، وباتشكا، وبارانيا [الإنجليزية]؛  وكانت الكرونة النمساوية المجرية متداولة في الأراضي السابقة لتلك الإمبراطورية.   تُدوِّلَت بعض أوراق الكرونة في صربيا منذ احتلالها في زمن الحرب. في ذلك الوقت، كان مطلوبًا من السكان استبدال الدينار الصربي بالكرونة النمساوية المجرية كعملة للاحتلال، ولكن تُجُنِّبَ هذا المطلب بشكل عام، لذا كان المبلغ المتداول هناك منخفضًا نسبيًا. 
كان لسداد سندات الحرب التي أصدرتها النمسا والمجر أثناء الحرب تأثير على قيمة واستقرار الكرونة النمساوية المجرية. وقالت الدول التي أنشئت حديثا في الأراضي السابقة للإمبراطورية إنها لن تسدد أي ديون ناجمة عن السندات. قام البنك النمساوي المجري [الإنجليزية] بتكريم المطالبات بموجب السندات دون استثناء من خلال طباعة المبالغ المطلوبة من أوراق النقد الكرونية، مما أدى إلى زيادة المعروض من العملة وبالتالي التضخم. في أواخر عام 1918، أرسل وزير مالية الصرب، والكروات، والسلوفينيين مومشيلو نينتشيتش [الإنجليزية] لجنة ( ميلكو بريزيجار [الإنجليزية]، Velizar Janković [الإنجليزية] ، وميلان ماركوفيتش) إلى فيينا وبودابست لمعرفة ما إذا كان من الممكن إيقاف طباعة الكرونة النمساوية المجرية. كما قاموا بزيارة براغ ، حيث كان من المقرر أن تطلب مملكة الصرب، والكروات، والسلوفينيين طباعة عملتها الجديدة. صرح محافظ البنك النمساوي المجري إجناتس فرايهر جروبر فون مينينجر للجنة أن الطباعة ستستمر لتجنب تأجيج انتفاضة بلشفية محتملة في جمهورية النمسا الألمانية.  فُسِّرَت معاهدة سان جرمان، التي أنهت الحرب مع ألمانيا والنمسا، على أنها تنص على أن الدول الخلف للنمسا والمجر سوف تضطر إلى استرداد أوراق الكرونة النمساوية المجرية المتداولة في أراضيها، على الرغم من أن الصياغة ذات الصلة لم تكن واضحة جدًا. 

## ختم أوراق الكرونة

### ختم مطاطي
في ديسمبر 1918، بدأ المجلس الوطني للسلوفينيين والكروات والصرب [الإنجليزية]، وهو الهيئة التي تدير رسميًا الأراضي النمساوية المجرية السابقة داخل المملكة الجديدة، في دراسة طرق إزالة الكرونة النمساوية المجرية من التداول. في أواخر عام 1918، اقترح إيفو بيلين استبدال الكرونة بالدينار بقيمة اسمية (1:1). واقترح بيلين ختم أوراق الكرونة النمساوية المجرية المتداولة في البلاد لمنع تدفق الأوراق النقدية من الأراضي النمساوية المجرية السابقة الأخرى. واقترح استبدال الأوراق النقدية المختومة بسرعة بعملة مؤقتة، ثم استبدالها بالدنانير التي يصدرها البنك الوطني. وتوقع بيلين أن تغطي الأراضي النمساوية المجرية السابقة داخل المملكة الجديدة تكاليف عمليات الاستبدال. وقد صيغت خطط حكومية لاحقة لتبادل العملات على نحو مماثل، لذا فمن المرجح أن يكون تفكير بيلين قد أثر عليها. 
بعد أن تقرر استمرار طباعة الكرونة النمساوية المجرية، أمرت حكومة مملكة الصرب، والكروات، والسلوفينيين بختم أوراق الكرونة المتداولة في البلاد؛ واتُّخِذَ هذا القرار في 12 ديسمبر 1918. حظر الأمر أي تدفق للعملة يتجاوز 1000 كرونة وجميع صادرات الكرونة. صُمِّمَت هذه الخطوة لتحديد كمية العملة المتداولة في المملكة مع إنشاء عملة منفصلة، وبالتالي منع أي اتحاد نقدي في الأراضي النمساوية المجرية السابقة.  كان هناك حديث عن اتحاد العملة في ذلك الوقت ولكن كان يُنظر إليه على أنه غير مرجح. 
اُنتهت عملية الختم في 31 يناير 1919. ونُفِّذَت من قبل السلطات بما في ذلك وزارة المالية، والبنوك التجارية والادخارية، والسلطات الضريبية، ومكاتب الحكومة المحلية، والبلدية، والهيئات العسكرية، والعديد من الهيئات الأخرى المصرح بها وغير المصرح بها، باستخدام اختام مطاطية.  اُستُخدِمَت أنواع مختلفة من الطوابع المطاطية ذات الأشكال المختلفة، والأحبار ذات الألوان المتنوعة. وُضِعَت الطوابع على عدة مناطق من أوراق الكرونة، وكانت تحتوي على محتويات متنوعة بعدة لغات، بما في ذلك الألمانية والمجرية والإيطالية. وقد أدى هذا إلى تصور عام بأن عملية الختم كانت سيئة الإدارة، وأن الطوابع المستخدمة كانت سهلة التزوير.  هُرِّبَت كميات ضئيلة من أوراق الكرونة النمساوية المجرية إلى مملكة الصرب، والكروات، والسلوفينيين على أمل الحصول على تبادل أكثر ملاءمة من أي مكان آخر.  في المجمل، خُتِمَت 5.323 مليار كرونة.  كانت الأوراق النقدية المختومة عبارة عن كرونة نمساوية مجرية عام 1912 بفئات 10، و20، و50، و100، و1000 كرونة. 
| كمية الكرونة النمساوية المجرية المطبوعة حسب المنطقة | كمية الكرونة النمساوية المجرية المطبوعة حسب المنطقة |
| الإِقلِيم                                             | المبلغ، مليون كرونة                                 |
| --------------------------------------------------- | --------------------------------------------------- |
| كرواتيا-سلافونيا                                    | 1949                                                |
| دالماتيا                                            | 163                                                 |
| بانات وباتشكا وبارانيا ‏                             | 1669                                                |
| الأراضي السلوفينية [الإنجليزية]                     | 603                                                 |
| البوسنة والهرسك                                     | 512                                                 |
| صربيا                                               | 421                                                 |
| الجبل الأسود                                        | 6                                                   |
| المجموع                                             | 5323                                                |

أدى ختم الأوراق النقدية من فئة الكرونة في مملكة الصرب، والكروات، والسلوفينيين إلى دفع حكومة النمسا الألمانية إلى النظر في ختم الكرونة النمساوية المجرية المتداولة هناك. وتوقعت النمسا الألمانية أن تقوم مؤسسة النقد الألمانية بحجز جزء من الأوراق النقدية في عملية الختم. ومن الممكن بعد ذلك سحب هذه الأوراق النقدية من التداول واستخدامها لشراء الأصول في النمسا الألمانية باستخدام أموال رديئة، مما يؤدي إلى ارتفاع الأسعار. في أوائل فبراير، بدأت تشيكوسلوفاكيا، وهي دولة أخرى خلفت الإمبراطورية النمساوية المجرية، في ختم أوراق الكرونة الخاصة بها، مما أعطى وزنًا إضافيًا لحجج لودفيج فون ميزس، الذي دعا بنجاح إلى ختم أوراق الكرونة في النمسا الألمانية، والتي بدأت في ختم الأوراق النقدية في فبراير 1919. 
بالإضافة إلى الختم المطاطي، وُضِعَت علامات على معظم أوراق الكرونة باستخدام طوابع لاصقة خاصة. طُبِعَ مائة مليون طابع بريدي ونماذج الإيصالات المرفقة بها في فيينا مقابل ثلاث عربات بضائع للسكك الحديدية - اثنتان محملتان بالدقيق وواحدة تحمل اللحم المقدد. شملت عملية الوسم الأوراق النقدية من فئة الكرونة المختومة بالمطاط باستثناء فئة 10 كرونة والأوراق النقدية الأصغر، والتي كانت معفاة.  كانت العلامات المستخدمة على أوراق النقد فئة 10، و20، و50 كرونة ثنائية اللغة باللغتين الصربية الكرواتية والسلوفينية، في حين أن العلامات الموجودة على أوراق النقد فئة 100 و1000 كرونة كان من الممكن أن تكون بأي لغة معترف بها وبخط لاتيني أو سيريلي.  انتهت عملية وضع العلامات في الفترة ما بين 26 نوفمبر 1919 و11 يناير 1920.  وذكرت وزارة المالية أن قيمة المبالغ التي وضِعَت عليها العلامات بلغت 4.6 مليار كرونة، في حين قال البنك الوطني اليوغوسلافي [الإنجليزية] في وقت لاحق إن قيمة المبالغ بلغت نحو 5.7 مليار كرونة. ومن المرجح أن يكون الدافع وراء وضع العلامات هو أسباب مالية؛ حيث حُجِبَ 20% من المبلغ المحدد كقرض إلزامي لمدة خمس سنوات للحكومة، مما أدى إلى تحقيق فائدة سنوية بنسبة واحد في المائة. ولم يُسَدَّد القرض نقدًا؛ بل عُدِّلَت شروطه عدة مرات حتى عام 1930، عندما تقرر أنه يمكن استخدام الإيصالات لدفع الضرائب أو الغرامات. اعتبر العامة هذا القرض الإجباري بمثابة مصادرة.  وأعادت الحكومة الأوراق النقدية المحتجزة إلى التداول على الفور. 

## سعر الصرف مقابل الدينار
كانت هناك آراء متضاربة بشأن المعدل الذي ستُستَبدل به أوراق الكرونة المختومة والمُعَلَّمة بالعملة الجديدة. وفي صربيا، كانت هناك دعوات لسحب أوراق الكرونة دون أي تعويضات. استندت هذه الدعوات إلى تأكيدات بأن الكرونة هي أموال العدو التي استخدمت لإحداث الدمار والموت في صربيا. وقد شارك في هذا الرأي بعض السياسيين المنحدرين أصلاً من الأراضي التي كانت تابعة سابقًا للإمبراطورية النمساوية المجرية، ومن بينهم نيكولا وينترهالتر، وفيتومير كوراتش [الإنجليزية]، وجانكو شيمراك [الإنجليزية]، وإيفان أنسيل. رفضت الحكومة هذا النهج على أساس أنه من شأنه أن يمحو الملكية المالية الخاصة لجزء كبير من السكان، وقد يتسبب في أزمة اقتصادية، وسيكون مشكلة سياسية.  لقد أدى ختم أوراق الكرونة إلى إزالة المخاوف إلى حد كبير بشأن إلغاء الكرونة دون تعويض.  كانت هناك مقترحات لتطبيق أسعار تحويل مختلفة للكرونة والدينار الصربي على العملة الجديدة، تتراوح من الصرف على أساس القيمة الاسمية إلى سعر صرف عشرة كرونات مقابل دينار واحد.  وقد تغير سعر الصرف الذي حددته الحكومة بمرور الوقت من كرونتين إلى دينار واحد في أواخر أكتوبر 1918، إلى ثلاث كرونات إلى دينار واحد في منتصف عام 1919، وأربع كرونات إلى دينار واحد في الأول من يناير 1920. عُرِّف سعر الصرف الذي حُدِّد في عام 1920 على أنه سعر الصرف الفعلي.  وقد استُخدم هذا المعدل، على نطاق محدود، لتبادل الكرونة بالدينار في أجزاء من باتشكا، وبانات، وبارانيا، حيث كانت العملتان متداولتين حتى قبل المبادلة الرسمية. 

## العملة المؤقتة
في عام 1919، خلال الفترة الفاصلة بين ختم ووضع علامات على أوراق الكرونة، وضع وزير المالية نينتشيتش خطة لإصدار عملة مؤقتة دعت الدولة إلى إصدار العملة بشكل مباشر بدلاً من إصدارها من قبل بنك وطني. وكان السبب في ذلك هو أن المجلس الأعلى للحسابات لم يكن قد أصدر تشريعاً بعد بشأن إنشاء بنك وطني، وكان نينتشيتش يرغب في تجنب التأخير المفرط في استبدال أوراق الكرونة. وبحسب خطته، فإن البنك الوطني سوف يصدر في وقت لاحق عملة أكثر ثباتا بدلا من العملة المؤقتة. قررت حكومة مملكة الصرب، والكروات، والسلوفينيين إصدار دينار يوغوسلافي، وفي الأول من فبراير 1919، أمرت بطباعة 3.5 مليار دينار في باريس. تأخرت عملية الطباعة بسبب نقص القدرة على الطباعة، مما دفع الحكومة إلى توظيف موردين إضافيين في براغ وزغرب. نقص الحبر، والورق، وقطع الغيار، وانهيار الحكومة، واستبدال نينتشيتش Vojislav Veljković [الإنجليزية] تسبب في مزيد من التأخير. وبحلول شهر سبتمبر، لم يُطبع سوى مليار دينار. وبحلول شهر نوفمبر، ارتفع هذا الرقم إلى 2.1 مليار، ولكن لم يُسَلَّم سوى 800 مليون فقط. عندما اتضح أن التبادل لا يمكن أن يحدث قبل مايو 1920، اقترح بيلين دون جدوى تبادل الكرونة بالدينار الصربي، والذي يمكن الحصول عليه بسرعة أكبر، بدلاً من الدينار اليوغوسلافي.  عاد البنك الوطني الصربي إلى بلغراد من مقره في مرسيليا أثناء الحرب في فبراير 1919. وبعد فترة وجيزة، اقترحت الحكومة تشريعًا يحول البنك الوطني الصربي إلى البنك المركزي لجمهورية صربيا والذي من شأنه أن يصدر دينار جمهورية صربيا. تضمن التغيير إصدار أسهم إضافية للبنك، لكن البنك ظل في ملكية صربية بشكل أساسي. 
في يناير 1920، وبينما كان القرار النهائي بشأن تبادل أوراق الكرونة قيد المناقشة، جدد ماتكو لاجينجا [الإنجليزية]، رئيس الاتحاد الكرواتي [الإنجليزية] ـ أكبر حزب سياسي كرواتي في التمثيل الوطني المؤقت ـ الدعوات إلى تبادل العملات على قدم المساواة. في الوقت نفسه، وافق السياسي السلوفيني البارز جريجور زيريف [الإنجليزية] على سعر الصرف 4:1 للكرونة مقابل الدينار، لكنه طلب أن تظل الكرونة عملة قانونية داخل مملكة الصرب، والكروات، والسلوفينيين. وفي 13 يناير، اتخذت الحكومة قرارا بشأن التبادل، جامعةً بين المطلبين وموقفها السابق. وستُصدَر الأوراق النقدية المؤقتة الجديدة بالدينار والكرونة في وقت واحد بنسبة 4:1، وستحمل كل ورقة نقدية قيمة بالدينار وقيمة أعلى بأربع مرات بالكرونة. وجاء في قرار الحكومة أن التبادل سيكون على أساس القيمة الاسمية، لكن فُسِّر ذلك على أنه يعني الكرونة على أساس القيمة الاسمية للكرونة والدينار على أساس القيمة الاسمية للدينار. وعلى هذا النحو، اُستُبدِلَت الكرونة النمساوية المجرية المختومة بكرونة يوغوسلافية واحدة، واستُبدِل الدينار الصربي الواحد بدينار يوغوسلافي واحد. وكان من المقرر أن تظل الأوراق النقدية ذات القيمة الصغيرة (حتى 10 كرونات) قيد التداول، وستحتفظ الهيئات الحكومية بحسابات بالدينار والكرونة. أصدر البنك الوطني الأوراق النقدية المشتركة الدينار-الكرونة التي أمرت بها الدولة في فبراير 1919 باعتبارها خاصة به.  طُبِعَت الأوراق النقدية كدينار مع إضافة قيمة الكرونة بنسبة الصرف المحددة. أُصدِرَت فئات 2، و4، و20، و40، و80، و400، و4000، كرونة على الأوراق من فئات 1⁄2، 1، 5، 10، 20، 100 و 1000 دينار.  وفي المجمل، اُستُخدِمَ 1.277 مليار دينار للتبادل، وهو ما يعادل 5.1 مليار كرونة مُتبادلة.  خُزِّنَت أوراق الكرونة المسحوبة في قلعة بتروفارادين حتى سُلِّمَت إلى النمسا الألمانية بموجب اتفاقية خاصة.  اُستُبدِلَت أوراق الدينار الكرونة تدريجيًا في عام 1922 بتصميمات جديدة بدون فئات الكرونة، مما أدى إلى بقاء الدينار كالعملة القانونية الوحيدة في مملكة الصرب، والكروات، والسلوفينيين بحلول 1 يناير 1923. 

## العواقب
تطورت قضية مبادلة العملة بسرعة إلى مسألة سياسية حول ما إذا كانت صربيا قد نهبت سكان أراضي الإمبراطورية النمساوية المجرية السابقة داخل مملكة الصرب، والكروات، والسلوفينيين.  كانت هناك ولا تزال وجهات نظر متضاربة حول آثار إدخال الكرونة اليوغوسلافية واستبدالها بالدينار اليوغوسلافي بمعدل 4: 1.  وفقًا للمصادر الصربية، لم تكن هناك عواقب اقتصادية سلبية من العملية.  وقال المؤرخون الكرواتيون مثل إيفو باناك [الإنجليزية]، وفرانيو تودجمان، وإيفو جولدستاين، والمؤرخ النمساوي الكرواتي ألويز إيفانيشيفيتش إن نسبة التبادل كانت غير مبررة. وتتوافق آراؤهم مع التصور العام في كرواتيا بأن مبادلة العملة كانت غير عادلة أو حتى خبيثة؛ وكانت هذه النظرة موجودة منذ عام 1920.  كان الرأي العام هو أن الكرونة خُفِضَت قيمتها عمدًا وأن الدينار الصربي هو المفضل.  وفقًا للمؤرخ ماركو أتيلا هور، تسبب التبادل في خسارة 1.4 مليار كرونة لأراضي المملكة النمساوية المجرية السابقة وزاد من القوة الشرائية لصربيا على حسابها. 